# 3-Element-Break
Der 3-Element-Break (auch: Dreier-Zwischenmoderation) ist ein Begriff aus der Dramaturgie einer Hörfunksendung und ermöglicht es dem Radio-Moderator, seine Ansage sinnvoll zu gliedern. Eine Moderation besteht hierbei aus mindestens drei Elementen und soll den Fluss einer Sendung fördern.
Oftmals werden z. B. zwei Musiktitel mit einer kurzen Zwischenmoderation mit drei Elementen verbunden. Diese bestehen häufig aus z. B. Sendername, Uhrzeit, Name des Moderators, Radiofrequenz etc.